# Dennis de Vreugt

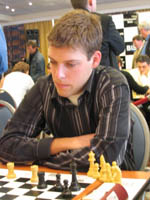
Dennis de Vreugt

Dennis de Vreugt (4 november 1980) is een Nederlandse schaker. Hij is sinds 2000 een grootmeester (GM).

De Vreugt behaalde als jeugdspeler een aantal successen: open Nederlands kampioen tot 12 jaar in 1992 en tot 16 jaar in 1994 (ONJK), Europees kampioen t/m 18 jaar in 1998 in Mureck, Oostenrijk, Europees kampioen tot 20 jaar in 1999 in Niforeika Patras, Griekenland. Na een 6e plek in het Algemeen Nederlands Kampioenschap in 2000 behaalde hij zijn derde en laatste resultaat voor de grootmeestertitel.
Sinds ongeveer 2005 is hij niet erg actief meer, maar in 2008 werd hij in Amsterdam Open Nederlands kampioen Chess960 (Fischer random chess).